# یوسف العبدالله
یوسف العبدالله (انگلیسی: Yousuf Al-Abdulla؛ زادهٔ ۲۶ فوریهٔ ۱۹۸۵) بازیکن هندبال اهل قطر است.